# École de droit de l'université de Californie, San Francisco
L’École de droit de l’université de Californie, San Francisco (en anglais, University of California College of the Law, San Francisco) est une école de droit américaine (en) à San Francisco, en Californie, faisant partie du réseau de l’université de Californie, dont elle fut la première de son type. C'est la plus ancienne école de droit californienne, et l'une des rares de son type à être rattachée à une université américaine mais n'étant pas intégrée à son campus.
Elle fut fondée en 1878 par Serranus Clinton Hastings (en), le premier juge de la Cour suprême de Californie. Anciennement nommée « École de droit Hastings de l’université de Californie » en hommage à son fondateur, elle a été rebaptisée « University of California College of the Law, San Francisco » le 1er janvier 2023, en raison de l'implication de celui-ci dans les meurtres d'amérindiens au XIXe siècle.